# P2RY2
No campo da biologia molecular, P2RY2 é uma proteína que pertence ao grupo dos receptores P2Y e que, em seres humanos, é codificada pelo gene P2RY2.

## Leitura de apoio
- Tokuyama Y, Hara M, Jones EM;  et al. (1995). «Cloning of rat and mouse P2Y purinoceptors.». Biochem. Biophys. Res. Commun. 211 (1): 211–8. PMID 7779087. doi:10.1006/bbrc.1995.1798
- Parr CE, Sullivan DM, Paradiso AM;  et al. (1995). «Cloning and expression of a human P2U nucleotide receptor, a target for cystic fibrosis pharmacotherapy.». Proc. Natl. Acad. Sci. U.S.A. 91 (26). 13067 páginas. PMC 45582. PMID 7809171. doi:10.1073/pnas.91.26.13067
- Erb L, Lustig KD, Sullivan DM;  et al. (1993). «Functional expression and photoaffinity labeling of a cloned P2U purinergic receptor.». Proc. Natl. Acad. Sci. U.S.A. 90 (22): 10449–53. PMC 47794. PMID 8248130. doi:10.1073/pnas.90.22.10449
- Dasari VR, Sandhu AK, Mills DC;  et al. (1996). «Mapping of the P2U purinergic receptor gene to human chromosome 11q 13.5-14.1.». Somat. Cell Mol. Genet. 22 (1): 75–9. PMID 8643996. doi:10.1007/BF02374378
- Sullivan DM, Erb L, Anglade E;  et al. (1997). «Identification and characterization of P2Y2 nucleotide receptors in human retinal pigment epithelial cells.». J. Neurosci. Res. 49 (1): 43–52. PMID 9211988. doi:10.1002/(SICI)1097-4547(19970701)49:1<43::AID-JNR5>3.0.CO;2-D
- Bogdanov Y, Rubino A, Burnstock G (1998). «Characterisation of subtypes of the P2X and P2Y families of ATP receptors in the foetal human heart.». Life Sci. 62 (8): 697–703. PMID 9489506. doi:10.1016/S0024-3205(97)01168-5
- Jin J, Dasari VR, Sistare FD, Kunapuli SP (1998). «Distribution of P2Y receptor subtypes on haematopoietic cells.». Br. J. Pharmacol. 123 (5): 789–94. PMC 1565225. PMID 9535005. doi:10.1038/sj.bjp.0701665
- Tai CJ, Kang SK, Cheng KW;  et al. (2000). «Expression and regulation of P2U-purinergic receptor in human granulosa-luteal cells.». J. Clin. Endocrinol. Metab. 85 (4): 1591–7. PMID 10770202. doi:10.1210/jc.85.4.1591
- Erb L, Liu J, Ockerhausen J;  et al. (2001). «An RGD sequence in the P2Y(2) receptor interacts with alpha(V)beta(3) integrins and is required for G(o)-mediated signal transduction.». J. Cell Biol. 153 (3): 491–501. PMC 2190579. PMID 11331301. doi:10.1083/jcb.153.3.491
- Moore DJ, Chambers JK, Wahlin JP;  et al. (2001). «Expression pattern of human P2Y receptor subtypes: a quantitative reverse transcription-polymerase chain reaction study.». Biochim. Biophys. Acta. 1521 (1-3): 107–19. PMID 11690642
- Strausberg RL, Feingold EA, Grouse LH;  et al. (2003). «Generation and initial analysis of more than 15,000 full-length human and mouse cDNA sequences.». Proc. Natl. Acad. Sci. U.S.A. 99 (26): 16899–903. PMC 139241. PMID 12477932. doi:10.1073/pnas.242603899
- Burrell HE, Bowler WB, Gallagher JA, Sharpe GR (2003). «Human keratinocytes express multiple P2Y-receptors: evidence for functional P2Y1, P2Y2, and P2Y4 receptors.». J. Invest. Dermatol. 120 (3): 440–7. PMID 12603858. doi:10.1046/j.1523-1747.2003.12050.x
- Schafer R, Sedehizade F, Welte T, Reiser G (2003). «ATP- and UTP-activated P2Y receptors differently regulate proliferation of human lung epithelial tumor cells.». Am. J. Physiol. Lung Cell Mol. Physiol. 285 (2): L376–85. PMID 12691958. doi:10.1152/ajplung.00447.2002
- Seye CI, Yu N, Jain R;  et al. (2003). «The P2Y2 nucleotide receptor mediates UTP-induced vascular cell adhesion molecule-1 expression in coronary artery endothelial cells.». J. Biol. Chem. 278 (27): 24960–5. PMID 12714597. doi:10.1074/jbc.M301439200
- Greig AV, Linge C, Terenghi G;  et al. (2003). «Purinergic receptors are part of a functional signaling system for proliferation and differentiation of human epidermal keratinocytes.». J. Invest. Dermatol. 120 (6): 1007–15. PMID 12787128. doi:10.1046/j.1523-1747.2003.12261.x
- Greig AV, Linge C, Healy V;  et al. (2003). «Expression of purinergic receptors in non-melanoma skin cancers and their functional roles in A431 cells.». J. Invest. Dermatol. 121 (2): 315–27. PMID 12880424. doi:10.1046/j.1523-1747.2003.12379.x
- Meshki J, Tuluc F, Bredetean O;  et al. (2004). «Molecular mechanism of nucleotide-induced primary granule release in human neutrophils: role for the P2Y2 receptor.». Am. J. Physiol., Cell Physiol. 286 (2): C264–71. PMID 14613890. doi:10.1152/ajpcell.00287.2003
- Haserück N, Erl W, Pandey D;  et al. (2004). «The plaque lipid lysophosphatidic acid stimulates platelet activation and platelet-monocyte aggregate formation in whole blood: involvement of P2Y1 and P2Y12 receptors.». Blood. 103 (7): 2585–92. PMID 14645014. doi:10.1182/blood-2003-04-1127